# Citroën M35

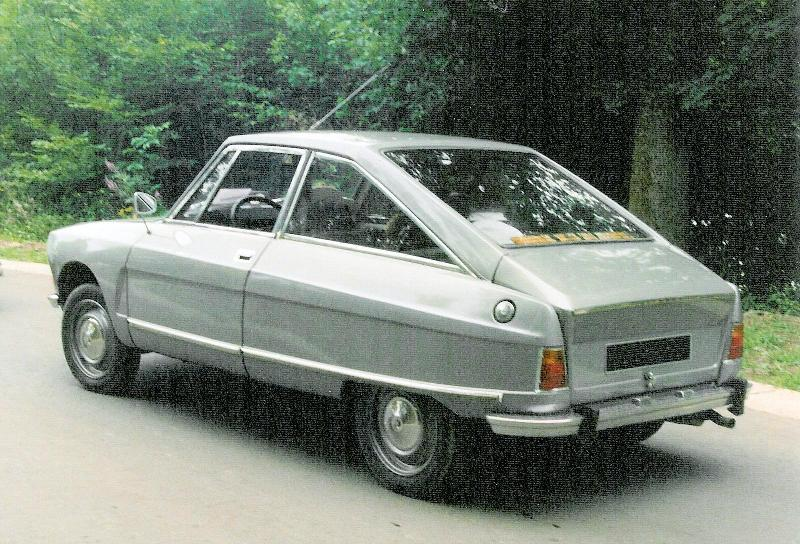
Citroën Ami M35

Citroën M35 – coupé oparte na Ami 8, wyposażone w silnik Wankla i hydropneumatyczne zawieszenie. Produkcją nadwozi zajmowała się w latach 1969-1971 firma Heuliez.
Montowany podłużnie silnik Wankla o nominalnej pojemności 995 cm³ generował moc 49 bhp. Według danych fabrycznych samochód dorównywał osiągami Morrisowi 1300. Silniki dostarczane były przez utworzoną w 1967 przy współpracy NSU i Citroëna firmę Comotor.
M35 był raczej pojazdem eksperymentalnym niedostępnym w oficjalnej sprzedaży – dostarczany był lojalnym klientom Citroëna w celach testowych.